# Молодцов, Артём Игоревич
Артём И́горевич Молодцо́в (род. 8 октября 1990, Саратов) — российский футболист, защитник клуба «Волга».

## Карьера
Дебютировал за «Сатурн» 14 июля 2010 года в матче Кубка России против «Сахалина». В феврале 2011 года, после того, как «Сатурн» по финансовым причинам снялся с чемпионата, перешёл в «Амкар». Кроме матча в Кубке, провёл 75 матчей в молодёжном первенстве, забил 7 голов, в 2010 году он был капитаном команды. Дебютный матч провёл против ЦСКА, выйдя на замену на 81 минуте, Рашид Рахимов использовал на левом фланге полузащиты. Однако, после прихода Миодрага Божовича ни во втором, ни в третьем круге чемпионата не сыграл ни одного матча, вследствие чего был продан в «Торпедо» летом 2012 года.
6 июня 2014 года было объявлено о подписании контракта с саратовским «Соколом».
16 июля 2025 подписал контракт с ульяновской «Волгой».